# Allene Roberts
Allene Emma Roberts (* 1. September 1928 in Birmingham, Alabama; † 9. Mai 2019 in Huntsville, Alabama) war eine US-amerikanische Schauspielerin. Bekanntheit erlangte sie insbesondere durch ihre Rollen in Film noirs wie The Red House, Vor verschlossenen Türen und Menschen ohne Seele.

## Leben
Allene Roberts wurde 1928 als eines von vier Geschwistern in Birmingham, Alabama geboren. Ihr Vater war als Elektriker tätig. Nach seinem frühen Tod im Alter von 47 Jahren wurden Allene und ihre drei Brüder von der Mutter alleine großgezogen.
Roberts begann ihre Laufbahn als Schauspielerin 1947, nachdem sie von dem Filmproduzenten Sol Lesser entdeckt und zu einem Vorsprechen eingeladen worden war. Ihre erste größere Rolle hatte sie im selben Jahr im Film noir The Red House, einer Produktion von Lesser. Darin verkörperte sie die zentrale Rolle einer jungen Frau, die hinter das düstere Geheimnis ihres von Edward G. Robinson gespielten Stiefvaters kommt. 1949 spielte sie die weibliche Hauptrolle in Film noir Vor verschlossenen Türen an der Seite von Humphrey Bogart und John Derek. Im selben Jahr folgte die weibliche Hauptrolle im Serial Bomba on Panther Island. 1950 spielte sie eine ihrer bekanntesten Rollen als Lorna Murchison in Menschen ohne Seele, einem weiteren Film noir.
In ihrer insgesamt zehn Jahre andauernden Karriere wirkte Roberts in insgesamt zwölf Filmen und mehreren Fernsehserien mit, darunter zwischen 1952 und 1955 in sechs Folgen der Krimiserie Polizeibericht sowie 1952 bis 1954 in drei Folgen von The Adventures of Superman. 1957 beendete Roberts mit nicht einmal 30 Jahren ihre Schauspielkarriere, um sich ihrer Familie widmen zu können.
Allene Roberts war von 1955 bis zu dessen Tod im Jahr 1989 mit Ralph Cochran verheiratet und ist Mutter von vier Kindern. Sie lebte zuletzt verwitwet in Huntsville in Alabama. Dort starb Roberts am 9. Mai 2019 im Alter von 90 Jahren. Sie wurde auf dem Maple Hill Cemetery in Huntsville beigesetzt.

## Filmografie (Auswahl)
- 1947: The Red House
- 1948: The Sign of the Ram
- 1948: Michael O’Halloran
- 1949: Vor verschlossenen Türen (Knock on Any Door)
- 1949: Bomba und der schwarze Panther (Bomba on Panther Island)
- 1950: Menschen ohne Seele (Union Station)
- 1951: Unsichtbare Gegner (Santa Fe)
- 1951: The Hoodlum
- 1952–1955: Polizeibericht (Dragnet; Fernsehserie, sechs Folgen)
- 1952–1954: The Adventures of Superman (Fernsehserie, drei Folgen)
- 1952: Kid Monk Baroni
- 1952: Feuertaufe Invasion (Thunderbirds)
- 1952: Flucht vor dem Feuer (The Blazing Forest)